# Prostigmats
Els Prostigmata és un subordre d'àcars que pertany a l'ordre Trombidiformes, el qual conté els membres succionadors dels Acariformes.
Moltes de les seves espècies són plagues de les plantes com, per exemple, Tetranychus urticae.
Altres Prostigmata són paràsits dels vertebrats (p. e. Demodex dels Demodicidae) o d'invertebrats (com Polydiscia deuterosminthurus dels Tanaupodidae. Aquest subordre inclou els Halacaridae (àcars marins).
Altres Prostigmata causen malalties de la pell en els humans,per exemple alguns membres dels Trombiculidae.

## Anystidae
Secció Parasitengona
- Superfamília Amphotrombioidea
- Superfamília Arrenuroidea
- Superfamília Calyptostomatoidea
- Superfamília Erythreoidea
- Superfamília Eylaoidea
- Superfamília Hydrachnoidea
- Superfamília Hydrovolzioidea
- Superfamília Hydryphantoidea
- Superfamília Hygrobatoidea
- Superfamília Lebertioidea
- Superfamília Stygothrombioidea
- Superfamília Trombidioidea (possibly paraphyletic)

Section Anystae (possiblement parafilètica)
- Superfamília Anystoidea
- Superfamília Caeculoidea
- Superfamília Paratydeoidea
- Superfamília Pomerantzioidea
- Superfamília Pterygosomatoidea

## Eleutherengonides
Família incertae sedis Paratydeidae
Section Heterostigmata
- Família incertae sedis Athyreacaridae
- Família incertae sedis Crotalomorphidae
- Família incertae sedis Fembidiacaridae
- Superfamília Heterocheyloidea
- Superfamília Pyemotoidea
- Superfamília Pygmephoroidea
- Superfamília Tarsocheyloidea
- Superfamília Tarsonemoidea

Section Raphignathae
- Superfamília Cheyletoidea
- Superfamília Pomerantzioidea (disputed)
- Superfamília Pterygosomatoidea (disputed)
- Superfamília Raphignathoidea
- Superfamília Tetranychoidea

## Eupodides
- Superfamília Bdelloidea
- Superfamília Eupodoidea
- Superfamília Eriophyoidea
- Superfamília Halacaroidea
- Superfamília Labidostommatoidea
- Superfamília Tydeoidea